# Joseph C. Yates

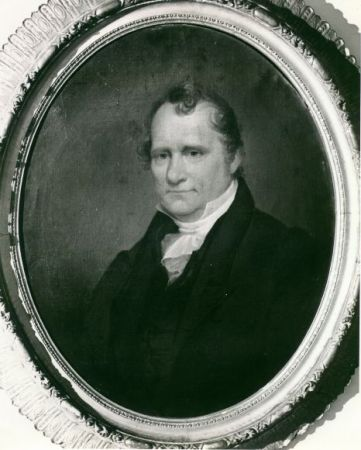
Joseph C. Yates

Joseph Christopher Yates (* 9. November 1768 in Schenectady, Provinz New York; † 19. März 1837 ebenda) war ein US-amerikanischer Politiker und von 1823 bis 1825 Gouverneur des Bundesstaates New York.

## Frühe Jahre und politischer Aufstieg
Joseph Yates besuchte die öffentlichen Schulen seiner Heimat. Nach einem Jurastudium begann er in seiner Heimatstadt Schenectady als Rechtsanwalt zu arbeiten. Politisch wurde er Mitglied der von Thomas Jefferson gegründeten Demokratisch-Republikanischen Partei. Zwischen 1798 und 1808 war er Bürgermeister seiner Heimatstadt. Von 1805 bis 1808 gehörte er auch dem Senat von New York an. Von 1808 bis 1822 war er Richter am Obersten Gerichtshof des Staates.

## Gouverneur von New York
Am 6. November 1822 wurde Yates zum neuen Gouverneur seines Staates gewählt. Er trat sein Amt am 1. Januar 1823 an und konnte es bis zum 1. Januar 1825 ausüben. In dieser Zeit wurden neue Zusätze zur Staatsverfassung verabschiedet, die sich vor allem auf die Verwaltung bezogen. Nach Ablauf seiner ansonsten wenig ereignisreichen Amtszeit zog sich Yates aus der Politik zurück. Er starb im März 1837 in seiner Geburtsstadt Schenectady. Joseph Yates war dreimal verheiratet und hatte insgesamt drei Töchter.